# Andrés Fernández-Albalat Lois
Andrés Fernández-Albalat Lois (La Coruña, 23 de junio de 1924-ibídem, 29 de diciembre de 2019) fue un arquitecto español.

## Biografía
Doctor arquitecto de la Escuela Técnica Superior de Arquitectura de Madrid. Profesor emérito de la Universidad de La Coruña. Fue decano del Colegio de Arquitectos de León, Asturias y Galicia y decano fundador del Colegio Oficial de Arquitectos de Galicia. Académico de número de la Real Academia Gallega y académico de número de la Real Academia de Doctores. También académico correspondiente de la Real Academia de Bellas Artes de San Fernando. Falleció a los 95 años de edad a causa de una complicación respiratoria.

## Obras
- Fábrica de Begano-Coca Cola, en La Coruña (1963-1965).[4]
- Sede de la Sociedad Recreativa Hípica, en La Coruña (1966-1967).
- Estadio Multiusos de San Lázaro, en Santiago de Compostela (1993).
- Fábrica de Cerámica de Sargadelos, en Cervo
- Iglesia San Fernando, en Santiago de Compostela (1969-1971)

## Premios
- Medalla Castelao en 1994.
- Medalla de Oro de la Universidad de La Coruña en 2007.[5]
- Premio ARQano en 2008.[6]